# Carlos Vela
Carlos Alberto Vela Garrido (Cancún, Quintana Roo, 1989. március 1. –) visszavonult mexikói válogatott labdarúgó.

## Pályafutása

### Klubcsapatban
2005-ben a Chivas Guadalajara csapatától 3 millió euróért az Arsenalhoz szerződött, de már 2006-ban kölcsön lett adva az Salamancának. Előtte a Celta Vigo is megkapta, de semmit nem játszott, mivel túl sok külföldivel kötött szerződést. A Salamancánál 32 mérkőzésen 8 gólt ért el. Mivel a szezon végeztével még mindig nem kapott munkaengedélyt az angol első osztályban való részvételhez, ezért ismét kölcsönadták, ezúttal a CA Osasuna csapatának a spanyol első osztályban. Az Osasunában játszotta végig a 2007–2008-as évadot, és 33 mérkőzésen háromszor talált a hálóba. Végre 2008. május 22-én megkapta a szükséges engedélyt, így az Arsenal számíthatott rá. A kölcsönügyletek azonban folytatódtak, előbb a West Bromwich Albion, majd a Real Sociedad kapta meg, mígnem 2012. július 17-én végleg eligazolt, méghozzá utolsó kölcsönklubjához, a Sociedadhoz.

### A válogatottban
Carlos Vela 2005-ben az U-17-es Peruban megtartott világbajnokság gólkirálya lett 5 góllal és Mexikó bajnoki sikerében oroszlánrész jutott neki. 2007-ben, Kanadában az U-20-as világbajnokság során Mexikó csapatával a negyeddöntőbe jutott be.
A felnőtt válogatottban 18 évesen, 2007 szeptemberében mutatkozott be egy Brazília elleni barátságos mérkőzésen, majd számos további barátságoson és vb-selejtezőn lépett pályára. 2009-ben részt vett a CONCACAF-aranykupán, ahol a döntőben gólt is szerzett az amerikaiak ellen, Mexikó pedig megnyerte a tornát. A 2010-es labdarúgó-világbajnokságon csak két csoportmeccsen szerepelt, majd 2012-ben és 2013-ban egyáltalán nem lépett pályára a válogatottban.

#### Mérkőzései a válogatottban
| Mexikó | Mexikó               | Mexikó                                          | Mexikó                  | Mexikó   | Mexikó              | Mexikó                          | Mexikó | Mexikó     |
| #      | Dátum                | Helyszín                                        | Hazai                   | Eredmény | Vendég              | Kiírás                          | Gólok  | Esemény    |
| ------ | -------------------- | ----------------------------------------------- | ----------------------- | -------- | ------------------- | ------------------------------- | ------ | ---------- |
| 1.     | 2007. szeptember 12. | Foxborough, Gillette Stadion                    | Mexikó                  | 1 – 3    | Brazília            | barátságos                      | 0      | 73'        |
| 2.     | 2007. október 17.    | Los Angeles, Memorial Coliseum                  | Mexikó                  | 2 – 3    | Guatemala           | barátságos                      | 1      | 30' 46'    |
| 3.     | 2008. február 6.     | Houston, Reliant Stadium                        | Egyesült Államok        | 2 – 2    | Mexikó              | barátságos                      | 0      | 71'        |
| 4.     | 2008. június 4.      | San Diego, Qualcomm Stadium                     | Mexikó                  | 1 – 4    | Argentína           | barátságos                      | 0      |            |
| 5.     | 2008. június 8.      | Chicago, Soldier Field                          | Mexikó                  | 4 – 0    | Peru                | barátságos                      | 1      | 21' 68'    |
| 6.     | 2008. június 15.     | Houston, Reliant Stadium                        | Belize                  | 0 – 2    | Mexikó              | vb-selejtező                    | 1      | 66' 77'    |
| 7.     | 2008. június 21.     | San Nicolás de los Garza, Estadio Universitario | Mexikó                  | 7 – 0    | Belize              | vb-selejtező                    | 1      | 7'         |
| 8.     | 2008. augusztus 20.  | Mexikóváros, Estadio Azteca                     | Mexikó                  | 2 – 1    | Honduras            | vb-selejtező                    | 0      | 60'        |
| 9.     | 2008. szeptember 6.  | Mexikóváros, Estadio Azteca                     | Mexikó                  | 3 – 0    | Jamaica             | vb-selejtező                    | 0      | 78'        |
| 10.    | 2008. szeptember 10. | Tuxtla Gutiérrez, Estadio Víctor Manuel Reyna   | Mexikó                  | 2 – 1    | Kanada              | vb-selejtező                    | 0      | 71'        |
| 11.    | 2008. október 11.    | Kingston, Independence Park                     | Jamaica                 | 1 – 0    | Mexikó              | vb-selejtező                    | 0      | 90'        |
| 12.    | 2008. október 15.    | Edmonton, Commonwealth Stadium                  | Kanada                  | 2 – 2    | Mexikó              | vb-selejtező                    | 0      | 67'        |
| 13.    | 2008. november 19.   | San Pedro Sula, Estadio Olímpico Metropolitano  | Honduras                | 1 – 0    | Mexikó              | vb-selejtező                    | 0      | 57' 88′    |
| 14.    | 2009. április 1.     | San Pedro Sula, Estadio Olímpico Metropolitano  | Honduras                | 3 – 1    | Mexikó              | vb-selejtező                    | 0      | 86'        |
| 15.    | 2009. június 24.     | Atlanta, Georgia Dome                           | Mexikó                  | 4 – 0    | Venezuela           | barátságos                      | 1      | 45' 62'    |
| 16.    | 2009. június 28.     | San Diego, Qualcomm Stadion                     | Mexikó                  | 0 – 0    | Guatemala           | barátságos                      | 0      | 84'        |
| 17.    | 2009. július 5.      | Seattle, Qwest Field                            | Nicaragua               | 0 – 2    | Mexikó              | CONCACAF-aranykupa, csoportkör  | 0      | 11'        |
| 18.    | 2009. július 23.     | Chicago, Soldier Field                          | Costa Rica              | 1 – 1    | Mexikó              | CONCACAF-aranykupa, elődöntő    | 0      | 81'        |
| 19.    | 2009. július 26.     | East Rutherford, Giants Stadium                 | Egyesült Államok        | 0 – 5    | Mexikó              | CONCACAF-aranykupa, döntő       | 1      | 46' 66'    |
| 20.    | 2009. augusztus 12.  | Mexikóváros, Estadio Azteca                     | Mexikó                  | 2 – 1    | Egyesült Államok    | vb-selejtező                    | 0      | 55'        |
| 21.    | 2009. október 10.    | Mexikóváros, Estadio Azteca                     | Mexikó                  | 4 – 1    | Salvador            | vb-selejtező                    | 1      | 90'        |
| 22.    | 2009. október 14.    | Port of Spain, Hasely Crawford Stadion          | Trinidad és Tobago      | 2 – 2    | Mexikó              | vb-selejtező                    | 0      |            |
| 23.    | 2010. március 3.     | Pasadena, Rose Bowl                             | Mexikó                  | 2 – 0    | Új-Zéland           | barátságos                      | 1      | 46' 57'    |
| 24.    | 2010. május 16.      | Mexikóváros, Estadio Azteca                     | Mexikó                  | 1 – 0    | Chile               | barátságos                      | 0      | 56'        |
| 25.    | 2010. május 24.      | London, Wembley Stadion                         | Anglia                  | 3 – 1    | Mexikó              | barátságos                      | 0      | 61'        |
| 26.    | 2010. május 26.      | Freiburg, Badenova Stadion                      | Hollandia               | 2 – 1    | Mexikó              | barátságos                      | 0      | 54'        |
| 27.    | 2010. május 30.      | Bayreuth, Hans-Walter-Wild-Stadion              | Mexikó                  | 5 – 1    | Gambia              | barátságos                      | 0      | 55'        |
| 28.    | 2010. június 3.      | Brüsszel, Baldvin király Stadion                | Olaszország             | 1 – 2    | Mexikó              | barátságos                      | 1      | 17' 82'    |
| 29.    | 2010. június 11.     | Johannesburg, Soccer City                       | Dél-afrikai Köztársaság | 1 – 1    | Mexikó              | vb-csoportkör                   | 0      | 68'        |
| 30.    | 2010. június 17.     | Polokwane, Peter Mokaba Stadion                 | Franciaország           | 0 – 2    | Mexikó              | vb-csoportkör                   | 0      | 31'        |
| 31.    | 2010. augusztus 11.  | Mexikóváros, Estadio Azteca                     | Mexikó                  | 1 – 1    | Spanyolország       | barátságos                      | 0      | 57'        |
| 32.    | 2010. szeptember 4.  | Zapopan, Estadio Omnilife                       | Mexikó                  | 1 – 2    | Ecuador             | barátságos                      | 0      | 64'        |
| 33.    | 2010. szeptember 7.  | San Nicolás de los Garza, Estadio Universitario | Mexikó                  | 1 – 0    | Kolumbia            | barátságos                      | 0      | 73'        |
| 34.    | 2011. március 26.    | Oakland, Oakland Coliseum                       | Mexikó                  | 3 – 1    | Paraguay            | barátságos                      | 0      | 75'        |
| 35.    | 2011. március 29.    | San Diego, Qualcomm Stadium                     | Mexikó                  | 1 – 1    | Venezuela           | barátságos                      | 0      | 46'        |
| 36.    | 2014. november 12.   | Amszterdam, Amsterdam ArenA                     | Hollandia               | 2 – 3    | Mexikó              | barátságos                      | 2      | 8' 62' 77' |
| 37.    | 2014. november 18.   | Bariszav, Bariszav Aréna                        | Fehéroroszország        | 3 – 2    | Mexikó              | barátságos                      | 0      | 69'        |
| 38.    | 2015. június 27.     | Orlando, Citrus Bowl                            | Mexikó                  | 2 – 2    | Costa Rica          | barátságos                      | 0      | 46'        |
| 39.    | 2015. július 1.      | Houston, NRG Stadium                            | Mexikó                  | 0 – 0    | Honduras            | barátságos                      | 0      | 56'        |
| 40.    | 2015. július 9.      | Chicago, Soldier Field                          | Mexikó                  | 6 – 0    | Kuba                | CONCACAF-aranykupa, csoportkör  | 1      | 22' 71'    |
| 41.    | 2015. július 12.     | Glendale, University of Phoenix Stadium         | Guatemala               | 0 – 0    | Mexikó              | CONCACAF-aranykupa, csoportkör  | 0      |            |
| 42.    | 2015. július 15.     | Charlotte, Bank of America Stadion              | Mexikó                  | 4 – 4    | Trinidad és Tobago  | CONCACAF-aranykupa, csoportkör  | 1      | 51'        |
| 43.    | 2015. július 19.     | East Rutherford, MetLife Stadium                | Mexikó                  | 1 – 0    | Costa Rica          | CONCACAF-aranykupa, negyeddöntő | 0      | 84' 86'    |
| 44.    | 2015. július 22.     | Atlanta, Georgia Dome                           | Panama                  | 1 – 2    | Mexikó              | CONCACAF-aranykupa, elődöntő    | 0      | 4'         |
| 45.    | 2015. szeptember 4.  | Sandy, Rio Tinto Stadium                        | Mexikó                  | 3 – 3    | Trinidad és Tobago  | barátságos                      | 0      |            |
| 46.    | 2015. szeptember 8.  | Arlington, AT&T Stadion                         | Mexikó                  | 2 – 2    | Argentína           | barátságos                      | 0      | 77'        |
| 47.    | 2015. október 13.    | Toluca de Lerdo, Estadio Nemesio Díez           | Mexikó                  | 1 – 0    | Panama              | barátságos                      | 1      | 45'        |
| 48.    | 2015. november 13.   | Mexikóváros, Estadio Azteca                     | Mexikó                  | 3 – 0    | Salvador            | vb-selejtező                    | 1      | 63'        |
| 49.    | 2016. november 11.   | Columbus, Mapfre Stadium                        | Egyesült Államok        | 1 – 2    | Mexikó              | vb-selejtező                    | 0      | 64' 73'    |
| 50.    | 2017. március 24.    | Mexikóváros, Estadio Azteca                     | Mexikó                  | 2 – 0    | Costa Rica          | vb-selejtező                    | 0      |            |
| 51.    | 2017. március 28.    | Port of Spain, Hasely Crawford Stadion          | Trinidad és Tobago      | 0 – 1    | Mexikó              | vb-selejtező                    | 0      | 57'        |
| 52.    | 2017. május 27.      | Los Angeles, Los Angeles Memorial Coliseum      | Mexikó                  | 1 – 2    | Horvátország        | barátságos                      | 0      | 54'        |
| 53.    | 2017. június 1.      | East Rutherford, MetLife Stadium                | Mexikó                  | 3 – 1    | Írország            | barátságos                      | 1      | 54' 68'    |
| 54.    | 2017. június 8.      | Mexikóváros, Estadio Azteca                     | Mexikó                  | 3 – 0    | Honduras            | vb-selejtező                    | 0      |            |
| 55.    | 2017. június 11.     | Mexikóváros, Estadio Azteca                     | Mexikó                  | 1 – 1    | Egyesült Államok    | vb-selejtező                    | 1      | 23'        |
| 56.    | 2017. június 18.     | Kazany, Kazany Aréna                            | Portugália              | 2 – 2    | Mexikó              | konföderációs kupa, csoportkör  | 0      | 57'        |
| 57.    | 2017. június 24.     | Kazany, Kazany Aréna                            | Mexikó                  | 2 – 1    | Oroszország         | konföderációs kupa, csoportkör  | 0      | 46'        |
| 58.    | 2017. július 2.      | Moszkva, Otkrityije Aréna                       | Portugália              | 2 – 1    | Mexikó              | konföderációs kupa, 3. helyért  | 0      |            |
| 59.    | 2017. szeptember 2.  | Mexikóváros, Estadio Azteca                     | Mexikó                  | 1 – 0    | Panama              | vb-selejtező                    | 0      |            |
| 60.    | 2017. szeptember 5.  | San José, Estadio Nacional                      | Costa Rica              | 1 – 1    | Mexikó              | vb-selejtező                    | 0      | 72'        |
| 61.    | 2017. október 6.     | San Luis Potosí, Estadio Alfonso Lastras        | Mexikó                  | 3 – 1    | Trinidad és Tobago  | vb-selejtező                    | 0      | 61'        |
| 62.    | 2017. október 10.    | San Pedro Sula, Estadio Olímpico Metropolitano  | Honduras                | 3 – 2    | Mexikó              | vb-selejtező                    | 1      | 39' 59'    |
| 63.    | 2017. november 10.   | Brüsszel, Baldvin király Stadion                | Belgium                 | 3 – 3    | Mexikó              | barátságos                      | 0      | 59'        |
| 64.    | 2017. november 13.   | Gdańsk, Stadion Energa Gdańsk                   | Lengyelország           | 0 – 1    | Mexikó              | barátságos                      | 0      | 63'        |
| 65.    | 2018. január 31.     | San Antonio, Alamodome                          | Mexikó                  | 1 – 0    | Bosznia-Hercegovina | barátságos                      | 0      |            |
| 66.    | 2018. március 23.    | Santa Clara, Levi’s Stadion                     | Mexikó                  | 3 – 0    | Izland              | barátságos                      | 0      | 59'        |
| 67.    | 2018. március 27.    | Arlington, AT&T Stadion                         | Mexikó                  | 0 – 1    | Horvátország        | barátságos                      | 0      |            |
| 68.    | 2018. június 2.      | Mexikóváros, Estadio Azteca                     | Mexikó                  | 1 – 0    | Skócia              | barátságos                      | 0      | 63'        |
| 69.    | 2018. június 17.     | Moszkva, Luzsnyiki Stadion                      | Németország             | 0 – 1    | Mexikó              | vb-csoportkör                   | 0      | 58'        |
| 70.    | 2018. június 23.     | Rosztov-na-Donu, Rosztov Aréna                  | Dél-Korea               | 1 – 2    | Mexikó              | vb-csoportkör                   | 1      | 26' 77'    |
| 71.    | 2018. június 27.     | Jekatyerinburg, Központi stadion                | Mexikó                  | 0 – 3    | Svédország          | vb-csoportkör                   | 0      |            |
| 72.    | 2018. július 2.      | Szamara, Szamara Aréna                          | Brazília                | 2 – 0    | Mexikó              | vb-nyolcaddöntő                 | 0      |            |
|        | Összesen             |                                                 |                         | 72       | mérkőzés            |                                 | 19     | gól        |

## Díjak

### Klub
Los Angeles
- Supporter's Shield: 2019

### Válogatott
Mexikó
- FIFA U17-es világbajnoki cím: 2005
- CONCACAF-aranykupa: 2009

### Egyéni
- FIFA U17-es világbajnokság Aranycipője: 2005